# Namibija na Olimpijskim igrama
Namibija je prvi put sudjelovala na Olimpijskim igrama kao neovisna država 1992. godine i od tada je nastupila na svim igrama. Njezini sportaši osvojili su ukupno četiri srebrene medalje sve je osvojio atletičar Frankie Fredericks. Nisu nastupili ni na jednim Zimskim olimpijskim igrama.

## Medalje
| Medalja | Ime                | Igre            | Sport    | Disciplina |
| ------- | ------------------ | --------------- | -------- | ---------- |
| srebro  | Frankie Fredericks | Barcelona 1992. | atletika | 100 m      |
| srebro  | Frankie Fredericks | Barcelona 1992. | atletika | 200 m      |
| srebro  | Frankie Fredericks | Atlanta 1996.   | atletika | 100 m      |
| srebro  | Frankie Fredericks | Atlanta 1996.   | atletika | 200 m      |

## Vanjske poveznice
- Međunarodni olimpijski odbor- Namibija